# Dolors Canals i Farriols
Dolors Canals i Farriols (Barcelona, 1913 - 2010) va ser una de les pioneres del projecte educatiu per a criatures de 0 a 6 anys durant la Guerra Civil. Després d'estudiar medicina, psicologia i biologia, es va dedicar a la recerca científica sobre la primera infància. A l'inici de la Guerra Civil va ser nomenada cap de les guarderies de guerra de Catalunya, que s'emmarcaven en el moviment pedagògic avançat i renovador de la II República. L'exili la va portar de França a la República Dominicana, a Cuba, i durant 34 anys a Nova York, on va seguir investigant i aplicant els seus coneixements sobre el desenvolupament infantil en l'etapa dels 0 a 6 anys. Amb la mort de Franco, retorna a Catalunya el 1976 i crea el Centre 0-3 de Barcelona de documentació, recerca i formació professional de la Diputació de Barcelona.

## Biografia

### Infantesa i formació
Dolors Canals i Farriols, va néixer a Barcelona el 1913. Era la primogènita d'una família benestant, típic exponent de la burgesia catalana de l'època, resident a la dreta de l'Eixample. El pare era enginyer i s'ocupava de la fàbrica tèxtil l'Algodonera Oriol Canals (també coneguda com a «Can Mestres») a La Sagrera. Als cinc anys Dolors Canals va quedar òrfena de pare a causa de l'epidèmia de grip que va assolar Europa l'any 1918. Entre la rigidesa de costums, la religiositat i l'afició a l'esport dels Canals i l'obertura i liberalitat dels Farriols, va forjar un caràcter lluitador i una gran voluntat d'escollir un camí propi en la vida personal i professional, tot defugint les convencions de classe i gènere que li venien predeterminades. Va rebre gran influència de l'avi matern metge, a qui va acompanyar per fer-li d'intèrpret amb només 12 anys, en un viatge a París per a un congrés. La va premiar amb el seu primer microscopi. L'educació que va rebre a Les Dames du Sacré Coeur, juntament amb un ambient familiar culte, li van permetre accedir a un ampli coneixement científic i humanístic. Amb 18 anys va viure la proclamació de la República Catalana per Francesc Macià l'abril de 1931, i els nous aires de canvi que van suposar el gir cap a la democràcia i una economia més social, cabdals per un país tant retardat com era aleshores Espanya. A contracorrent i sense el consentiment familiar, va decidir estudiar medicina i especialitzar-se en puericultura per satisfer la curiositat pel desenvolupament humà que ja es configurava en el seu eix vocacional.

### República i Guerra Civil
En l'inici de la Guerra Civil, al juliol del 1936, va començar a Catalunya una etapa revolucionària que en l'àmbit de l'ensenyament va produir canvis radicals. Tant els sindicats com la iniciativa privada, el Ministeri d'Instrucció Pública o la Generalitat van haver d'afrontar i respondre als desequilibris que causava la guerra i en especial en l'atenció de la infància. A Catalunya, la CNT i la Generalitat van crear el Consell de l'Escola Nova Unificada (CENU) que amb l'elaboració del Pla General d'Ensenyament, sota el concepte d'escola unificada va reestructurar tot el sistema educatiu i en especial les institucions de l'escola bressol i l'escola maternal.
Dolors Canals va veure truncada la seva carrera acadèmica i es va oferir a la Generalitat de Catalunya per col·laborar en la defensa dels nous ideals i avenços que prefigurava la II República. Se li va encarregar de cobrir el servei de guarderia a la fàbrica Manufactures Bofarull de Sants i després a la Industrial Montalfita de Badalona. Les guarderies donaven servei a les dones substitutes a les fàbriques dels homes que anaven a lluitar al front. També van ser molt valuoses en l'acolliment dels nens refugiats que arribaven de tot Espanya. Els dos centres pilots eren «institucions actives, dedicades a una conjunció sanitària-educativa-social-investigadora» amb una nova concepció en l'educació dels nadons i de les pràctiques i procediments, que va despertar l'interès internacional.

En una entrevista Dolors Canals recordava:
«...com que feien falta auxiliars, a mesura que la guerra anava fent estralls amb la matèria primera i deixava les dones de les fàbriques sense feina, nosaltres les recollíem per formar-les».
També va suposar per a molts infants una important millora de la salut a l'introduir-los els hàbits d'higiene, els banys de sol i l'adequada socialització en compartir activitats amb els companys. Aquella experiència va ser per Dolors Canals un camp d'investigació i d'experimentació on poder contrastar i aplicar tot el coneixement acadèmic adquirit i posar en pràctica les innovacions dels nous corrents pedagògics.
Molt aviat, va ser delegada del Ministerio de Trabajo per organitzar les guarderies de guerra a tot Catalunya, durant els anys 1936 i 1939. Aquestes escoles bressol transformaren les guarderies tradicionals en centres on col·laboraven especialistes de diverses disciplines –pediatria, psicologia, higiene, pedagogia– per tal de contribuir al desenvolupament de les potencialitats de cada criatura. Una concepció pedagògica d'aquest tipus apel·lava a la interdisciplinarietat i requeria un professorat format en una carrera científica i a la vegada aplicada. El projecte de les guarderies de guerra ha estat valorat en la història de la pedagogia catalana com l'únic intent d'educació global, coherent i modern, dels 0 als 6 anys.
A l'inici de la guerra, l'estiu del 1936, en una exposició d'art gòtic a Barcelona coneix el pintor Joan Junyer i Pascual-Fibla, que ja gaudia d'un cert reconeixement internacional i s'hi casa civilment el desembre del 1938.

### Exili
A la fi del conflicte bèl·lic Dolors Canals s'exilia amb el seu marit, primer a París on s'instal·len a l'estudi de pintor que aquest hi posseïa. Dolors Canals hi publica el seu primer article científic que va tenir ressò internacional, «Els efectes de l'estimulació sensorial sobre l'activitat muscular dels infants d'un any», fruit de l'experiència a les guarderies de la República. Amb l'amenaça del nazisme sobre Europa van marxar, primer cap a Santo Domingo on van arribar el 7 de novembre de 1939. Va col·laborar amb la Escuela de enfermería de la Cruz Roja Dominicana per dirigir-hi una àrea de capacitació i a la II Reunió Interamericana del Carib, celebrada a Santo Domingo al juny de 1940, va ser l'encarregada de defensar la ponència dominicana de constituir una Junta Puericultora del Caribe, que hi va ser aprovada. També va impartir la conferència «Sentido práctico de la puericultura» en un cicle a l'Ateneo Dominicano en el que van col·laborar nombrosos altres refugiats espanyols arribats a l'illa. El gener de 1940 va escriure un article sobre educació preescolar a la revista La Nación.
L'any següent va anar a l'Havana, a Cuba, on va reprendre les investigacions amb nounats a l'Hospital Calixto García, que compaginava amb la docència a la facultat de medicina i de pedagogia, on va exercir de professora de Puericultura i Pediatria. Hi va publicar el seu primer llibre, La infancia del Caribe en la obra de J.J.Rousseau. En aquesta obra hi recollia les investigacions i filmacions realitzades durant els mesos d'estada a Cuba. El 28 de febrer de 1941 va oferir a la Institución Hispanocubana de Cultura la conferència, «Origen, historia y futuro de la sociedad organizada para los tres primeros años de vida». Va col·laborar en el butlletí de la Sociedad Cubana de Pediatria. El 1942 va marxar als Estats Units on es va establir, però va tornar a Cuba en diverses ocasions. En una d'elles, al setembre de 1953, va participar en el Congrés de Pediatria de l'Havana per impartir conferències al Lyceum i Lawn Tennis Club de la Universitat de l'Havana.

En arribar als Estats Units, Dolors Canals va presentar-se al Children's Bureau del govern federal de Washington que la recomanà al Departament de Salut i Educació de Nova York. Ja immersos en la 2a Guerra Mundial, la van fer cap de la primera guarderia de guerra que hi va haver a la ciutat, seguint el mateix model posat en pràctica a Catalunya, en el que va treballar del 1942 al 1944. També va ser responsable i locutora d'un programa radiofònic de divulgació sobre pediatria a la CBS (o a La Voz de los Estados Unidos de America o Voice of America, VOA), emès internacionalment cada setmana des de l'any 1944 al 1953. Parlant del programa en una entrevista mostra el seu sentit pràctic:
«Si esperàvem que les revistes científiques de cada país publiquessin els nostres estudis —que en molts casos implicaven una dràstica reducció de la mortalitat infantil—, haguéssim tardat anys. En canvi, a través de retransmissions locals vam poder arribar a tots els racons. Es va crear una xarxa internacional sobre el desenvolupament humà» 
El mateix departament de Nova York li va encarregar la direcció de l'Inwood Child Center de la ciutat. Posteriorment va treballar a la companyia Editor International Publications i va dirigir el departament mèdic del Manager Medical Literature Control, secció editorial d'una empresa de productes farmacèutics, des de 1963 fins a 1972.

### Retorn a Catalunya
- 1976 - Amb la mort del dictador, el General Franco, el matrimoni Junyer i Canals va decidir tornar a Catalunya i va crear el Centre 0-3 de Barcelona dedicat a la documentació, recerca i formació de professorat.

- 1983 - Suggereix de posar en marxa a Catalunya un programa d'antropometria infantil per a millorar i unificar el control del desenvolupament infantil de 0 a 5 anys, per a evitar retardaments i detencions en el creixement.[15]

- 1986 - En el marc de l'Escola d'Estiu de Rosa Sensat es va celebrar la commemoració del cinquantenari de les Guarderies de Guerra (1936-1939) amb una exposició i conferència de la seva responsable, Dolors Canals.[16]

- 1992 - A vint dies de la inauguració dels Jocs Olímpics de Barcelona, l'Associació de Mestres Rosa Sensat va publicar el dossier sobre l'exposició «L'educació física, del naixement als tres anys»[17][18] que va dirigir Dolors Canals.[19]
- 1994 - Mort del seu marit, Joan Junyer i Pascual-Fibla.

Dolors Canals va morir el 31 de març de 2010, a Barcelona.En la seva memòria es va posar el seu nom a una escola municipal del barri de Sant Martí de Provençals de Barcelona, l'Escola Bressol Municipal Dolors Canals

## Ideari i llegat
Dolors Canals sobretot va ser una dona d'acció amb una obra teòrica més aviat escassa, tot i que va escriure diversos articles i llibres vinculats a les seves investigacions, va destacar pel seu ideari més pràctic que especulatiu, que va divulgar en nombroses entrevistes en premsa, radio i televisió.

Va proporcionar una base científica a les escoles maternals que havien desenvolupat pedagogues com Pauline_Kergomard (1938-1925) que va transformar els assils d'infants (salles d'asile), amb simple funció de protecció social, per integrar-los al sistema educatiu. Canals, però, va centrar-se ja en els de 0 a 3 anys, en lloc dels 2 a 6 anys que era l'habitual. Va partir de la intuïció de Frobel i Montessori, els principis del naturalisme de Rousseau i de l'evolucionisme de Darwin o Spencer amb la voluntat de bastir una Educació_infantil de base científica. En la línia pedagògica de Bain, Demoor i Jonckheere veu l'educació com una ciència de base fisiològica, on cèl·lules, teixits, respiració, circulació de la sang, motricitat són els condicionants de base per a l'educació dels infants.
«Els nens tenen capacitats no reconegudes per pensar pel seu compte. Són petits científics que requereixen un món ampli al seu voltant per desenvolupar-se» (...) «Arriben a un món d'adults i aprenen a adaptar-se i a adquirir d'aquests el que necessiten. Als 3 mesos identifiquen fonemes i expressions facials d'altres espècies, als 9 mesos poden fer una vaga de fam y als 2 anys, un sabotatge que alteri aquells adults totpoderosos» (...) «Els nens de 0 a 3 anys tenen una capacitat d'aprendre no reconeguda i cal facilitar-los l'ambient adequat perquè es desenvolupin. Cal evitar aferrar-se a principis de tipus tradicional o religiós per a no fer-los un motlle restrictiu cultural.»
A Dolors Canals l'afició per l'esport li venia de família (el seu germà Oriol va ser el primer esportista català olímpic en uns jocs d'hivern, els de 1936) i defensava que l'Educació_física és l'eix central de la maduració de l'infant, ja des del naixement fins als tres anys i al llarg de tota la vida. Com repetia sovint, «El cos és el nostre instrument de vida» i s'oposava als costums tradicionals d'embolcallar l'infant, impedir-li els moviments i obligar-lo a la passivitat.
Veia en l'adequat desenvolupament de la infància, la possibilitat de millorament de l'espècie, en un procés que la cultura mai no hauria d'interferir, sinó que al contrari hauria de cooperar pel creixement lliure i progressiu dels infants.

### Centre 0-3 de Barcelona
El Centre de desenvolupament humà del naixement als tres anys, Centre 0-3 de Barcelona, va ser fundat per Dolors Canals l'any 1989, i es va constituir amb una finalitat triple: com a centre de Documentació, de recerca i de formació professional. Els treballs realitzats buscaven la col·laboració amb altres entitats i institucions. El que motivava la creació d'una institució centrada en l'etapa del naixement (que considerava com la que marca la independència fisiològica) i els tres anys (per Canals, la primera adolescència de la infantesa), és que s'hi produeixen uns canvis i experiències d'importància vital per a la resta de la vida d'una persona. Canals considerava que no només hi calien professionals ben formats treballant en equips pluridisciplinaris, sinó també un projecte de futur que vetllés pels avenços en aquesta àrea.
Dolors Canals pensava que les guarderies tenen un paper doble; d'una banda la necessària responsabilitat del desenvolupament infantil en mans de persones expertes, i d'una altra, la també necessària concepció que la dona ha de ser protagonista de la seva vida. L'entorn social als països industrials ha canviat dràsticament a partir de la incorporació de la dona al món del treball extra-domèstic que cal, però, compatibilitzar-la amb el dret dels infants a desenvolupar-se en tot el seu potencial. El canvi en les relacions socials, sobretot familiars, i la condició dels habitatges actuals li deixen molt poc marge. Com sovint repetia Dolors Canals: «Hi ha una gran diferència entre un nen que assisteix a un centre 0-3, i un nen de pis»
Com Ellen Key (1849-1926) a principis del XX, Canals intentava en el Centre 0-3, redefinir el concepte d'infant protagonista del segle XXI. Revisar els elements de la cultura susceptibles d'encotillar el seu desenvolupament, eliminar l'actitud prepotent de l'adult enfront del nen que sovint el veu com una persona desvalguda. Donava pautes per evitar tant la sobreprotecció com la desatenció i definia els elements que conformen l'ambient (espai, escales, mobiliari, materials…) que permetessin el potencial de la seva motricitat natural, per obtenir un desenvolupament òptim i el més autònom possible.
En col·laboració amb la Universitat Autònoma de Barcelona, va dur a terme un estudi comparatiu sobre el desenvolupament infantil en el que es contrastaven les dades obtingudes de població infantil a Barcelona i comarques, amb les obtingudes en estudis equivalents a Xangai. Les conclusions i dades d'aquest estudi havien de servir en l'elaboració de la gràfica universal sobre el desenvolupament de la infància de l'Organització Mundial de la Salut.

### Fundació Canals-Junyer

#### Constitució i objectius
El 19 de gener de 1999 es constitueix la Fundació Canals-Junyer, que tenia per objecte la realització i promoció d'estudis originals i autòctons sobre el desenvolupament humà del naixement als tres anys, en continuïtat, amb la feina iniciada pel Centre 0-3 de Barcelona, al qual la Fundació Canals-Junyer donava suport jurídic. La fundació es comprometia a mantenir i desenvolupar els conceptes essencials del Centre 0-3. Destacava la voluntat de mantenir el caràcter científic de l'organització, la seva autonomia administrativa i independència professional, la relació internacional i la seva projecció de futur cara al segle XXI.

#### Seu
La seu de la fundació va ser ‘El Consolat’, l'antiga seu del Consolat de Dinamarca, un palauet situat al carrer Viaducte de Vallcarca, 4-6, al barri de Vallcarca_i_els_Penitents al districte de Gràcia. Disposava d'una superfície construïda de 472 m2 distribuïts en planta baixa i dos plantes superiors i comptava amb zona enjardinada. El matrimoni Junyer i Canals va cedir l'edifici de tres plantes i soterrani a la Diputació de Barcelona en retornar a la ciutat, amb la condició de mantenir-ne l'usdefruit de les dues plantes superiors pel mateix domicili i el restant per a desenvolupar-hi les activitats de la Fundació Canals-Junyer i el Centre 0-3 de Barcelona. Aquest últim es va mantenir en funcionament durant onze anys fins a la mort de Dolors Canals.
Després d'uns anys d'abandonament de l'edifici, el 19 de març de 2015 es va firmar la cessió d'ús entre la Diputació i l'Ajuntament de Barcelona, per a destinar-lo com a centre cultural i cívic. L'any 2023 l'Ajuntament de Barcelona va rehabilitar l'edifici i el jardi annex i va obrir-los al públic com a Jardins de Canals i Junyer.

### Obra escrita
- Canals Farriols, Dolores. Origen, historia y futuro de la sociedad organizada para los tres primeros años de vida (Conferencia en la Institución Hispanocubana de Cultura el 28 de febrero de 1941), Ultra, núm. 56, La Habana, abril de 1941, p. 370-371.
- Canals Farriols, Dolores i Piedad Maza (prólogo). 1941. La infancia del Caribe en la obra de J.J. Rousseau. La Havana: Publicado bajo los auspicios de la Universidad de la Habana.
- Termoregulación. Infància, 1. 1981. p.31-36
- El govern informa els pares. Infància, 5. 1982. p.26-29
- Antropometria: un programa per a la població infantil de Catalunya. Infància, 7. 1982. p.37-42
- 0-6 a Nova York. Infància, 25. A Plana Oberta: juliol 1985. p. 2-3. https://www.rosasensat.org/magazines/in-fan-ci-a/25/icat_25.pdf
- Diguem-ne ESCOLES. Infància, 62. A Plana Oberta: setembre 1991. p. 2. [enllaç sense format] https://www.rosasensat.org/magazines/in-fan-ci-a/62/icat_62.pdf

#### Generada pel Centre 0-3
- L'Educació física: del naixement als tres anys (en català). 1992. Barcelona: Rosa Sensat. ISBN 978-8485008803

- La educación física: del nacimiento a los tres años (en castellà). 1993. Barcelona: Rosa Sensat. ISBN 978-8485008926.
- Gelonch, Marisol, Dolors Canals (direcció) 1997. Guia d'activitats i d'equipaments per a l'educació física 0-3. [Barcelona]: Associació de Mestres Rosa Sensat.
- Fites de desenvolupament del naixement als tres anys: Barcelona-Shangai, dades i avaluació contrastades. 1998. Bellaterra (Barcelona): Universitat Autònoma de Barcelona, Institut de Ciències de l'Educació, p. 174

- Ciència 0-3. Adquisició de principis científics universals, durant la primera infància, per determinació genètica i cultural. 2001.Barcelona: Fundació Privada Canals-Junyer.

## Reconeixement
L'any 2022 l'Ajuntament de Barcelona li posà el seu nom a un passatge de la ciutat, a l'encreuament del carrer del Pare Manyanet amb el de Bonaventura Gispert, al barri de la Sagrera.

### Multimèdia
- «Recordem a Dolors Canals. Commemoració del centenari del naixement de Dolors Canals». En parla Irene Balaguer, presidenta de l'Associació de Mestres Rosa Sensat. RTVE-Radio 4, "Entre hores". 13 juny 2013. [Consulta: 3 desembre 2015]. http://mvod.lvlt.rtve.es/resources/TE_SENTHOR/mp3/9/7/1371124420979.mp3 Arxivat 2015-12-08 a Wayback Machine. (9':35'' a 23':05'')